# Damery (Somme)
Damery település Franciaországban, Somme megyében. Lakosainak száma 222 fő (2022. január 1.). Damery Parvillers-le-Quesnoy, Andechy, Fresnoy-lès-Roye, Goyencourt és Villers-lès-Roye községekkel határos.

## Népesség
A település népességének változása:
| Lakosok száma | 234  | 244  | 235  | 230  | 229  | 233  | 228  | 222  |
|               | 2013 | 2015 | 2017 | 2018 | 2019 | 2020 | 2021 | 2022 |